# Groombridge
Groombridge är en by i East Sussex i England. Byn är belägen 29,4 km 
från Lewes. Orten har 1 159 invånare (2015).